# Pyrausta ferrifusalis
Pyrausta ferrifusalis là một loài bướm đêm trong họ Crambidae.